# بيلاش سابو
بيلاش سابو (بالمجرية: Szabó Balázs)‏ هو لاعب كرة قدم مجري، ولد في 28 أكتوبر 1995 في Putnok ‏ في المجر. لعب مع نادي ديوسجوري.

## وصلات خارجية
- بيلاش سابو على موقع اتحاد المجر (الهنغارية)
- بيلاش سابو على موقع قاعدة بيانات كرة القدم.إي يو (الإنجليزية)
- بيلاش سابو على موقع Soccerway.com (الإنجليزية)